# 덴사카 츠토무
덴사카 츠토무(伝坂 勉, 4월 16일 ~ )는 일본의 성우로, 지바현 출신이며, 81 프로듀스 소속다.